# Borovička

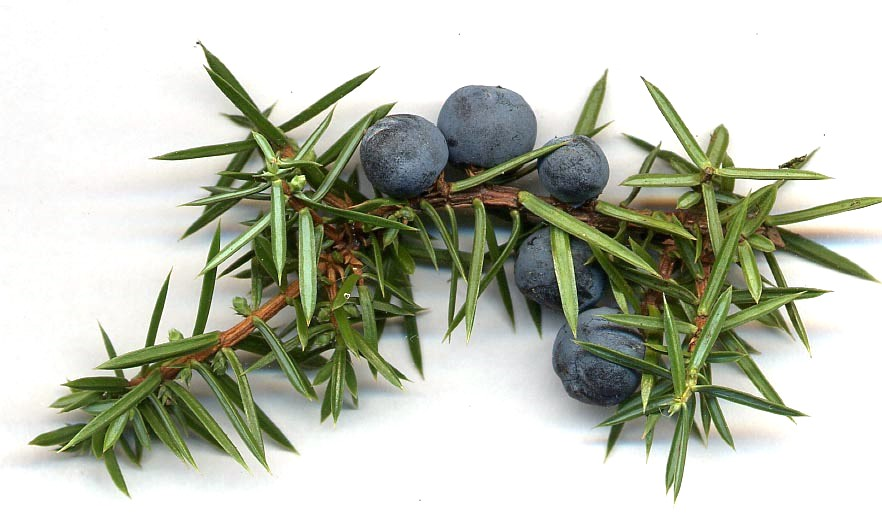
Quả bách xù

Borovička (phát âm tiếng Slovak: [ˈbɔɾɔʋitʃka]) (còn có tên gọi là rượu bách xù) là một thức uống có cồn nổi tiếng của Slovakia với nguyên liệu là quả bách xù, một loại quả vô cùng phổ biến ở quốc gia này. Rượu có màu trắng hoặc vàng, và hương vị tương tự như rượu Gin. Đây là loại thức uống đặc biệt nổi tiếng ở hai quốc gia Slovakia và Cộng hòa Séc.
Borovička được sản xuất thương mại ngày nay thường chứa khoảng 40% cồn theo thể tích, nhưng cũng có thể đạt tới nồng độ cồn từ 50 đến 70%. Luật pháp Slovakia đề ra tiêu chuẩn về lượng cồn tối thiểu trong các loại rượu là 35%. Dù nồng độ còn trong rượu Borovička tương đối thấp nhưng hương vị của nó vô cùng mạnh mẽ, giống với rượu Gin.
Cây bách xù là loại cây rất phổ biến ở nhiều quốc gia Châu Âu. Bên cạnh Slovakia, các quốc gia khác ở khu vực Châu Âu cũng sử dụng loại cây này để sản xuất ra những loại rượu nổi tiếng với hương vị tương tự, tiêu biểu là rượu brinjevec ở Slovenia (brin có nghĩa là cây bách xù trong tiếng Slovene) và klekovača ở Serbia (kleka có nghĩa là cây bách xù trong tiếng Serbia). Đặc biệt, ngày 24 tháng 6 hàng năm, trở thành ngày lễ Rượu bách xù, mọi người sẽ cùng nhau nâng ly để tôn vinh loại đồ uống tuyệt vời này.

## Lịch sử
Theo Từ điển Ngôn ngữ Slovak, borovička bắt nguồn từ tên nguyên liệu sản xuất rượu, tiếng Slovak có nghĩa là cây bách xù, borievka. Vào thế kỷ 16, rượu Borovička được sản xuất lần đầu tiên ở quận Liptov thuộc quản lý của Chế độ quân chủ Habsburg, ngày nay là một phần của miền trung Slovakia. Ngay sau đó, với sức hút mãnh liệt, Borovička lập tức trở thành thức uống phổ biến nhất trong khu vực và được xuất khẩu trong toàn bộ hệ thống các nước Quân chủ Habsburg. Bằng cách vận chuyển trên các bè trôi theo sông Váh, Borovička dễ dàng tiếp cận và được ưa chuộng bởi người dân ở Thủ đô Viên, Áo và Thủ đô Budapest, Hungary.

## Các thương hiệu lớn
- St. Nicolaus (Slovakia)
- Frucona - Spišská Borovička (Slovakia)
- Frucona - Borovičkový Destinylát 55% (Slovakia)
- Gas Família - Borovička nguyên bản của Spiš Lưu trữ ngày 10 tháng 6 năm 2021 tại Wayback Machine (Slovakia)
- Gas Família - Spišská borovička Lưu trữ ngày 10 tháng 6 năm 2021 tại Wayback Machine (Slovakia)
- Old Herold (Slovakia)
- Rudolf Jelínek (Cộng hòa Séc)